# Giuliano Gramigna
Giuliano Gramigna (Bologna, 31 maggio 1920 – Milano, 15 aprile 2006) è stato un critico letterario, scrittore e poeta italiano.

## Biografia
Nato a Bologna nel 1920, dopo aver studiato Giurisprudenza a Milano, ove il padre si era trasferito per lavoro
, esordisce come redattore sul periodico milanese Tempo e poi, sempre come giornalista, lavora al periodico Settimo Giorno e al quotidiano Corriere d'Informazione. Nel 1952 si trasferisce al Corriere della Sera collaborando alle pagine culturali del quotidiano.
A lungo critico letterario del giornale di via Solferino
, ha scritto romanzi, raccolte di versi (il suo primo lavoro, Taccuino, del 1948, richiama temi e stile dell'ermetismo) e saggi. Ha tradotto autori francesi (Alain-Fournier e Charles-Louis Philippe), curato e introdotto opere di vari autori.
Il suo vivo interesse per la psicoanalisi si è manifestato nella lunga collaborazione con il periodico Il piccolo Hans e in alcuni suoi lavori di critica, come Le forme del desiderio: il linguaggio poetico alla prova della psicoanalisi, pubblicato da Garzanti nel 1986.
È morto a Milano, a ottantasei anni, nel 2006.

## Premi e riconoscimenti
- Nel 1969 ha ricevuto il Premio Selezione Campiello per il suo romanzo Marcel ritrovato.[5]
- Nel 1973 ha ricevuto il Premio Sila sezione narrativa per L'empio Enea.[6]
- Nel 1975 ha ricevuto il Premio Nazionale Letterario Pisa per Il testo del racconto.[7]

## Opere (lista incompleta)

### Raccolte di poesie
- Taccuino, Bologna, Ed. La Felsinea, 1948.
- La pazienza, Padova, Rebellato, 1959.
- Gli incontri della Quercia. Testi poetici di Robeto Sanesi, Giuliano Gramigna, Guido Ballo, edizione di 70 esemplari numerati, Milano, Casa Editr. della Quercia, 1966.
- Robinson in Lombardia, Padova, Rebellato, 1967.
- Esercizi di decomposizione, Varese, Editrice Magenta, 1971.
- Il terzo incluso, Milano, IPL, 1971.
- L'etika e altre grammatiche, Pisa, C. Cursi, 1976.
- L'interpretazione dei sogni. Diciotto poesie di Gramigna e nove disegni di Carroll, edizione di 560 esemplari numerati, Milano, Edizioni Trentadue, 1978.
- Es-O-Es, Milano, Società di poesia, 1980.
- Annales, edizione di 1.000 esemplari numerati, Milano, All'insegna del pesce d'oro, 1985. ISBN 8844410265.
- Coro, Udine, Campanotto, 1989.
- L'annata dei poeti morti, Venezia, Marsilio, 1998. ISBN 88-317-6870-0.
- La quarta triade. Poesie di Giorgio Barberi Squarotti, Giuliano Gramigna, Angelo Mundula, Milano, Spirali, 2000. ISBN 88-7770-543-4.
- Quello che resta, Milano, Mondadori, 2003. ISBN 880451437X.

### Romanzi
- Un destino inutile : romanzo, Milano, Ceschina, 1958.
- L'eterna moglie, Milano, Rizzoli, 1963.
- Marcel ritrovato, Milano, Rizzoli, 1969.
- L'empio Enea, Milano, Rizzoli, 1972.
- Il testo del racconto, Milano, Rizzoli, 1975.
- Il gran trucco, Milano, Rizzoli, 1978.
- La festa del centenario, Milano, Garzanti, 1989. ISBN 8811661390.
- Casa Freud, Novara, Interlinea edizioni, 2019
- Marcel ritrovato, Roma, Il ramo e la foglia edizioni, 2023

### Critica letteraria
- Interventi sulla narrativa italiana contemporanea (1973-1975), Treviso, Matteo, 1976.
- La menzogna del romanzo, Milano, Garzanti, 1980.
- Le forme del desiderio : il linguaggio poetico alla prova della psicoanalisi, Milano, Garzanti, 1986.
- Viaggio al termine del Novecento. Il romanzo italiano da Pasolini a Tabucchi. Milano, Bruno Mondadori, 2013. ISBN 978-88-6159-958-1.

### Traduzioni
- Alain-Fournier, Il grande amico Meaulnes, Milano: Garzanti, 1965.
- Charles-Louis Philippe, Bubu di Montparnasse, Croquinole, Milano, Garzanti, 1966.

### Introduzioni, prefazioni e presentazioni
- Andrea Zanzotto, Elegia e altri versi, edizione di 300 esemplari numerati, Milano, Ed. della Meridiana, 1954, (a cura).
- Ezio Colombo [et al.], Avventure dei nostri tempi, Milano, Della Volpe, 1964, (presentazione).
- H.G. Wells, I primi uomini sulla Luna, Milano, Mursia, 1968, (a cura).
- Vincenzo Buonassisi, Un uomo e una donna in Israele, Milano, A. Martello, 1969, (prefazione).
- Carlo Monterosso, L'odio : variazioni sul tema, Milano, Rizzoli, 1970, (prefazione).
- Antonio Fogazzaro, Malombra, Firenze, Vallecchi, 1971, (a cura).
- Tonino Guerra e Luigi Malerba, Storie dell'anno Mille, Milano, Bompiani, 1972, (prefazione).
- James Joyce, Gente di Dublino, Ginevra, Edito Service, 1972, (prefazione).
- Liaty Pisani, La scelta della pelle, Padova, Rebellato, 1973, (presentazione).
- Raffaello Brignetti, La spiaggia d'oro, Milano, Rizzoli, 1973, (prefazione).
- Dino Buzzati, Romanzi e racconti, Collana I meridiani, Milano, A. Mondadori, 1975, (a cura).
- Carlo Castellaneta, Villa di delizia, Milano, Biblioteca universale Rizzoli, 1975, (introduzione).
- Oreste Del Buono, La parte difficile, Milano, Biblioteca universale Rizzoli, 1975, (introduzione).
- Raffaele Carrieri, Poesie scelte, Milano, A. Mondadori, 1976, (a cura).
- Alberto Bevilacqua, L'occhio del gatto, Milano, Biblioteca universale Rizzoli, 1977, (prefazione).
- Edmund Clerihew Bentley, La vedova del miliardario, Milano, Mondadori, 1979, (prefazione e postfazione).
- Carlo Cassola, I vecchi compagni ; Un matrimonio del dopoguerra, Milano, Biblioteca universale Rizzoli, 1979, (introduzione).
- Mario Lunetta, La presa di Palermo : poesie 1972-77, Manduria, Lacaita, 1979, (presentazione).
- Nantas Salvalaggio, Il baffo, Milano, Biblioteca universale Rizzoli, 1979, (introduzione).
- Gilberto Finzi, Tre formule di desiderio : poesie 1975-1980, Milano, Spirali, 1981, (prefazione).
- Tonino Guerra e Luigi Malerba, Nuove storie dell'anno Mille, Milano, Bompiani, 1981, (prefazione).
- Elio Guerriero, Gli occhi del lupo : storie irpine, Milano, Jaca Book, 1981, (presentazione).
- Romano Bilenchi, Il bottone di Stalingrado, Milano, Biblioteca universale Rizzoli, 1983, (introduzione).
- Cesare Viviani, Summulae (1966-1972), Milano, All'insegna del pesce d'oro, 1983, (prefazione).
- Arthur Rimbaud, Una stagione in inferno, Milano, Biblioteca universale Rizzoli, 1984, (prefazione).
- Augusto Frassineti, Tutto sommato, Milano, All'insegna del pesce d'oro, 1985, (prefazione).
- Alberto Vigevani, Anche le più lievi : poesie 1980-1985, Milano, All'insegna del pesce d'oro, 1985, (prefazione).
- Anonimi, Andra moi ennepe, Mousa... : antologia della poesia greca, Milano, Mursia, 1986, (presentazione).
- Arturo Loria, La lezione di anatomia : cinque racconti, Milano, C. Lombardi, 1987, (prefazione).
- Emilio Tadini, Le armi l'amore, Milano, Biblioteca universale Rizzoli, 1989, (introduzione).
- Vito Giuliana, Di altre geografie : poesie, Verona, Anterem, 1990, (nota critica).
- Romano Bilenchi, Il capofabbrica, Milano, Rizzoli, 1991, (prefazione).
- Paola Campanile, Tedes : poesie, Verona, Anterem, 1991, (nota critica).
- Adolfo Albertazzi, Il diavolo nell'ampolla, Milano, C. Lombardi, 1992, (introduzione).
- Giovanna Sandri, Clessidra : il ritmo delle tracce : poesie, Verona, Anterem, 1992, (nota critica).
- Osvaldo Coluccino, Quelle volte spontanee, Verona, Anterem, 1996, (nota critica).
- Franco Cavallo, Nuove frammentazioni, Verona, Anterem, 1999, (nota critica).
- Federigo Tozzi, Roma, Istituto poligrafico e Zecca dello Stato, 1999, (scelta e introduzione).
- Giuseppe Bonaviri, Novelle saracene, Milano, Oscar Mondadori, 2001, (introduzione).
- Guy de Maupassant, Bel-Ami, Milano, Corriere della sera, 2002, (presentazione).
- Italo Calvino, Ti con zero, Cles, Oscar Mondadori, 2016, (postfazione).